# Abán de Magheranoidhe
San Abán de Magheranoidhe (en irlandés: Abbán y en latín: Abbanus; Irlanda, c. 570-Wexford, 16 de marzo de 620). Sobrino de san Ibar, el apóstol de Wexford (predecesor y contemporáneo de San Patricio), fl. entre 570 y el 620. Fue hijo de Cormac, rey de Leinster, y fundó numerosas iglesias en el distrito de Ui Cennselaigh, que abarcaba prácticamente lo que hoy es el condado de Wexford y la diócesis de Ferns. 
Su principal monasterio estaba en Magheranoidhe, conocido posteriormente como «Abbanstown» (la ciudad de Abán), llamada después Adamstown; fundó también una abadía en Rosmic-treoin, o Nueva Ross, la cual posteriormente se hizo famosa como un lugar escolástico. 
Falleció el 16 de marzo del año 620.